# Clavellodes rugosus
Clavellodes rugosus är en kräftdjursart som först beskrevs av Henrik Nikolai Krøyer 1837.  Clavellodes rugosus ingår i släktet Clavellodes och familjen Lernaeopodidae. Inga underarter finns listade i Catalogue of Life.